# 菲律宾盘筒蛎
菲律宾盘筒蛎（学名：Brechites philippinensis），是笋螂目滤管蛤科盘筒蛎属的一种。主要分布于中国大陆，常栖息在水深51米软泥底。